# Karoly Németh
Karoly Laszlo Németh (født 18. juni 1942 i Budapest) er en dansk-ungarsk advokat, der er partner i Advokaterne Németh & Sigetty A/S.
Han kom til Danmark som ungarsk flygtning som 14-årig sammen med sin mor efter opstanden i 1956 og blev adopteret af kontorchef Jens Meller og hustru Margit f. Vásárheryi. Han blev student fra Bagsværd Kostskole 1962 og cand. jur. 1966 fra Københavns Universitet.

## Advokatvirksomhed
Németh blev i 1983 udpeget som det offentliges advokat i den 1. kommissionsdomstol om postskandalen omkring budgetoverskridelser i Københavns Postterminal. 1984-90 var han dommer i Flygtningenævnet.
I den anledning kom Németh i kontakt med den daværende formand for Dansk Postforbund, Aage Andersen, og kom siden i forbindelse med andre repræsentanter fra fagbevægelsen, bl.a. Danmarks Lærerforenings daværende formand Martin Rømer, og i årene der fulgte førte han en lang række sager for såvel lærerne som postfolkene. Siden 2005 har han været advokat for Dansk Jernbaneforbund.
Németh har bl.a. virket som advokat for målmanden Peter Schmeichel, erhvervsfolkene Aldo Petersen, Heidi Sommer, Per Siesbye og Steen Bryde, politikerne Lars Hedegaard og Jesper Langballe, generalmajor Per Ludvigsen, cykelrytter Michael Rasmussen, fodboldmålmand Arek Onyszko, professor emeritus Bent Jensen,og blev hyret til at bistå fhv. skatteminister Troels Lund Poulsen, da denne skulle afhøres af undersøgelseskommissionen vedr. offentliggørelsen af statsminister Helle Thorning Schmidts skatteoplysninger.
Han var tillige en af dommerne i Rigsretssagen mod Inger Støjberg i 2021.

## Juelsberg-Fonden
Németh blev ved dom af 11. oktober 2017 af Retten i Lyngby kendt uværdig til at være en del af Juelsberg-Fonden i en højt-profileret sag om salg af dansk kulturarv, til udlandet hvor han som bestyrelsesmedlem for samme havde forsøgt at muliggøre et andet bestyrelsesmedlems personlige salg af et 50 mio. kroner dyrt tæppe, der tilhørte Fonden og var vurderet som umistelig dansk kulturværdi. 
Németh, der sad i bestyrelsen for Juelsberg-Fonden i en årrække, og samtidig var advokat for de øvrige bestyrelsesmedlemmer i fonden, godsejer Erik Juel og dennes 3. hustru, Lise-Lotte Juel, hævdede i løbet af sagen, at fonden ikke eksisterede i civilretslig forstand og at tæppet ikke tilhørte fonden,  men retten konkluderede, at Németh havde handlet så uhæderligt, at retten fandt ham og den øvrige fondsbestyrelse uværdige til at fortsætte. 

Retten fandt i sagen at det umistelige Savonnerie-tæppe ikke kan sælges til personlig vinding, men tilhører Juelsberg-Fonden. Det har siden medio 2016 været opbevaret hos auktionshuset Christie's i London, hvor det forsøgtes solgt, efter at Kulturværdiudvalget i foråret 2016 måtte opgive at sikre tæppets forbliven i Danmark. Salget blev begæret stoppet ved sagsanlæg. Karoly Németh udtalte ved den lejlighed, at salget ville blive gennemført: "Skulle de vælge at sige, at de ikke vil involveres i balladen, så henter vi tæppet og sælger det andetsteds. Tæppet er til salg, og tæppet bliver solgt."

Dommerne vurderede imidlertid, at Karoly Németh ved sine dispositioner havde handlet i modstrid med Juelsberg-Fondens fundats og interesser, hvorfor han og hans klienter jf. fondslovens § 13, stk. 3, skulle udtræde af bestyrelsen, idet retten anførte at de tre havde 
"foranlediget, at et af fondens væsentligste og mest værdifulde aktiver i strid med fundatsen blev givet i gave fra Erik Juel til hans hustru Lise-Lotte Juel som hendes fuldstændige særeje. Retten finder, at Erik Juel, Lise-Lotte Juel og Karoly Laszlo Németh herved har handlet direkte i strid med Juelsberg- Fondens interesser."
Nemeth ankede sagen, så Østre Landsret skulle have taget stilling til sagen. I februar 2019 kom det frem at anken var trukket tilbage, så tæppet bliver i Danmark og byrettens dom står fast.[kilde mangler]

## Tilsidesættelse af god advokatskik
Nemeth er gennem talrige sager som forsvarsadvokat blevet berømt for sin "uortodokse fremgang", og hans metode balancerer på kanten af det tilladte. Advokatnævnet har af samme grund tre gange irettesat Nemeth for brud på god advokatskik i 2003, 2010 og 2015  I eftersommeren 2015 modtog Karoly Nemeth en særligt alvorlig påtale fra nævnet "for urent trav" i form af en bøde på 60.000 kroner. Bøden blev givet for "»grov« tilsidesættelse af god advokatskik" i en sag, hvor Nemeth uberettiget "sværtede, politianmeldte og forsøgte at få sin modstander ransaget". Nemeth politianmeldte også sin modstanders advokat i en sag fra 2017.
Németh var medstifter af tænketanken CEPOS samt bestyrelsesmedlem i Trykkefrihedsselskabet af 2004.